# Інсценізація
Інсценізація або Інсценівка (лат. in — на і лат. scaena — сцена) — переробка літературного твору (прозового, поетичного) для постановки його на сцені або для радіо- чи телевистави. Інсценізація має на меті засобами драматургії передати ідейно-художній зміст твору, тут можлива і його інтерпретація.
Спочатку термін «Інсценізація» означав постановочно-декораційне рішення спектаклю, що згодом стало називатися «режисерською постановкою». Так це розумів на початку XX ст. театральний режисер Всеволод Мейєргольд. Надалі воно стало набувати двоякого значення: в ширшому сенсі — оформлення сцени і вужчому — пряме пристосування до сцени твору, написаного в оповідній формі. Вже в 1930-ті роки останнє значення стало основним.
Інсценізація передбачає переробку твору, який призначений для читання, у для сценічної дії. При цьому не зберігається його наратив, передача авторського голосу і стилю. Сценічний твір стає дуже залежним від досвіду автора інсценізації.